# Andrzejów (powiat chełmski)
Andrzejów – wieś w Polsce położona w województwie lubelskim, w powiecie chełmskim, w gminie Kamień. Leży około 20 kilometrów do przejścia granicznego z Ukrainą i 20 kilometrów Chełma.
| SIMC    | Nazwa  | Rodzaj    |
| ------- | ------ | --------- |
| 1025663 | Banki  | część wsi |
| 1025692 | Kłodeń | część wsi |

W latach 1954–1959 wieś należała i była siedzibą władz gromady Andrzejów, po jej zniesieniu w gromadzie Kamień. W latach 1973–83 w gminie Żmudź.
W latach 1975–1998 miejscowość należała administracyjnie do województwa chełmskiego.  Do roku 2009 były to dwie miejscowości wieś Andrzejów (część południowo-wschodnia) i Andrzejów-Kolonia (część północno-zachodnia).
Wieś jest sołectwem w gminie Kamień. Według Narodowego Spisu Powszechnego z roku 2011 wieś liczyła 203 mieszkańców i była szóstą co do liczby ludności miejscowością gminy.
Wierni Kościoła rzymskokatolickiego należą do parafii św. Michała Archanioła w Kamieniu.